# Trailer Park Sex
Trailer Park Sex est un groupe de post-hardcore et metalcore allemand, originaire de Hambourg-Sankt Pauli. Depuis sa création, le groupe multiplie les tournées en Allemagne et en Europe : Belgique, Angleterre, Italie, Pays-Bas, Autriche, Pologne, Suisse et Espagne. Il participe aussi à des festivals.

## Biographie

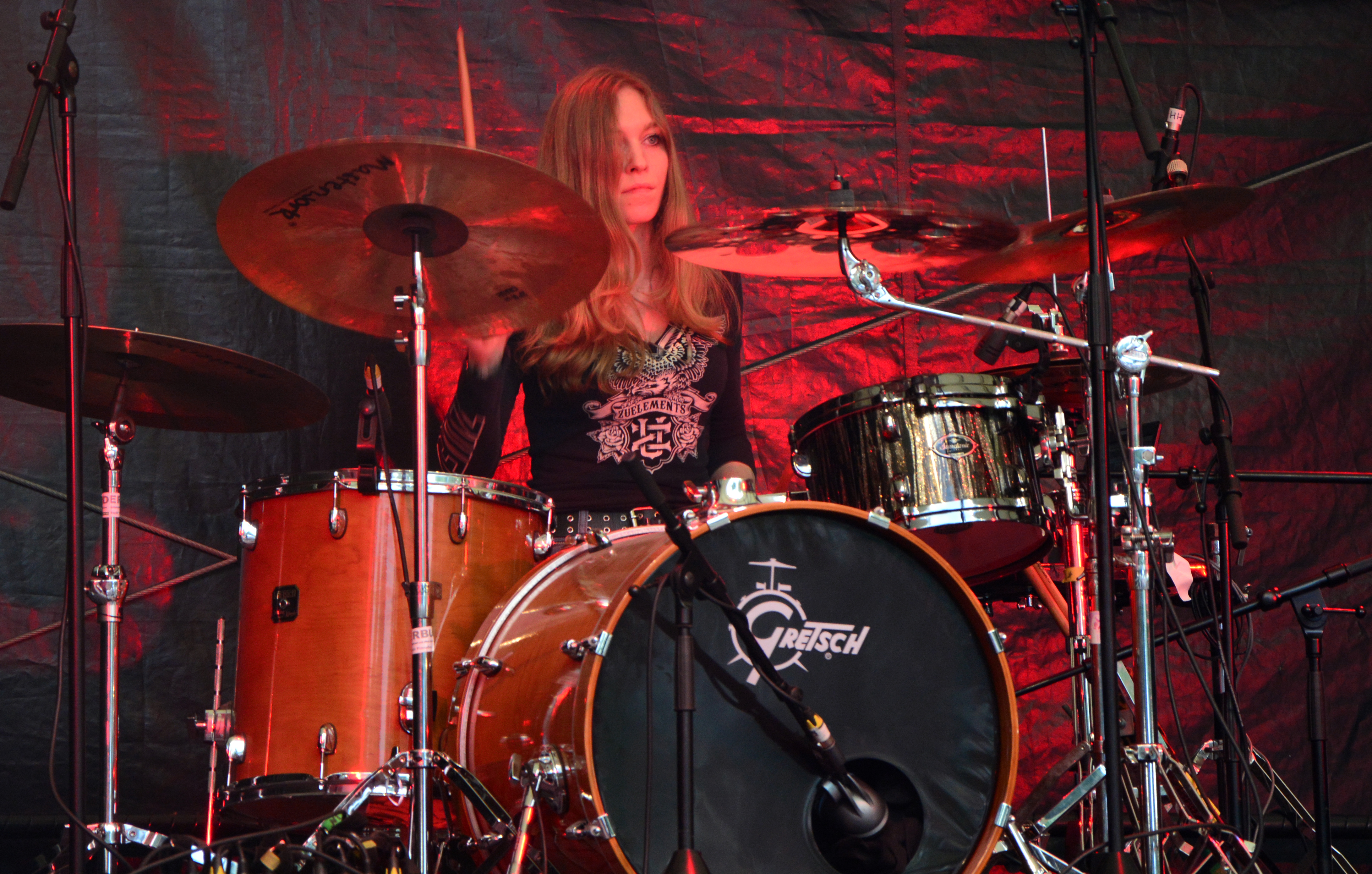
Lea Swetlana.

Trailer Park Sex est formé en mai 2009 par Juan Gracia et Lea Svetlana. Le nom du groupe vient de Trailer Park Jesus, une chanson du groupe new-yorkais Glassjaw. En 2010, le groupe au complet enregistre un EP Now or Fucking Never. Got No Candy et Fucking Nazis in a Beautiful Budapest font l'objet de clips ; le premier passe sur IMusic1. L'EP est bien accueilli par la presse spécialisée,,,,,,,,.
Lors du Now or Fucking Never Tour en 2012, Trailer Park Sex joue avec Sodom et Deadlock,,,. La même année, il participe à la Wacken Metal Battle et atteint les demi-finales du nord de l'Allemagne. Au Hard Rock Rising – Global Battle of the Bands, le groupe atteint la finale mais finit second puis déclare forfait pour la demi-finale l'année suivante.
Début 2013, le groupe publie son premier album Struggle. L'album est masterisé par Alex Kloos aux TimeTools Studios d'Hannover. Le premier single Requiem For The Bloodless est publié lavant l'album, qui est lui-même suivi par les singles We've Got Business (Animal Liberation Anthem) et Ain't No Life, tous accompagnés d'un clip. L'album est bien accueilli par la presse spécialisée internationale, et popularise encore plus le groupe en Europe et en Amérique,,. La tournée qui suit la sortie de l'album va jusque dans les Amériques : les États-Unis, le Canada, l'Argentine et l'Uruguay,. 
À la fin de 2013, Trailer Park Sex publie un EP avec le groupe uruguayen Radical, le dédicaçant à Randy Blythe, le chanteur de Lamb of God, qui vient d'être acquitté.
En janvier 2014, TPS publie Transatlantic, un split-EP avec Radical de Montevideo, Uruguay.

## Style musical
La musique de Trailer Park Sex a des influences de différents styles. Au début, les influences sont le mathcore, le metalcore et le jazz (comme The Dillinger Escape Plan et War from a Harlots Mouth), auquel s'ajoutent ensuite d'autres allant du groove metal au djent, au metal alternatif (comme Periphery, Alice In Chains et Deftones). Il y a même des éléments inspirés du rock alternatif et grunge (comme Incubus, Faith No More et Stone Temple Pilots).
Les paroles en anglais, parfois en italien et en espagnol, sont très critiques de la société. Une particularité du groupe est la présence de Lea Swetlana à la batterie, ce qui est particulièrement rare dans le metal. Le groupe gère tout lui-même, de la production de ses disques, de même que pour les illustrations et la vente des concerts, ce qui en fait un exemple de la scène DIY.

## Discographie

### Albums studio
- 2013 : Struggle

### EPs
- 2010 : Now or Fucking Never
- 2013 : Transatlantic
- 2015 : from Below

### Compilations
- 2010 : Fucking Nazis In A Beautiful Budapest, Listen Up, Kids, Volume 7 (Midsummer Records)
- 2011 : Schizophrenia, Listen Up, Kids, Volume 8 (Midsummer Records)
- 2012 : Got No Candy, AUDIOSURF //die.besten.bands.im.netz – Special Edition Musikmesse Frankfurt 2012
- 2014 : Fucking Nazis In A Beautiful Budapest, Lampedusa Soli Sampler, "Förderverein Karawane e.V.".

### Clips
- 2011 : Got No Candy
- 2012 : Budapest
- 2013 : Requiem for the Bloodless
- 2013 : We've Got Business
- 2013 : Ain't No Life
- 2015 : ''Run To Hide''
- 2015 : ''American Nightmare''
- 2015 : ''A Big Nice Cup Of Fuck You''
- 2016 : ''Broken Skulls''
- 2016 : ''Run To Hide Live at Metaltown''